# لوس كورتيخوس (سيوداد ريال)
بلدية لوس كورتيخوس (بالإسبانية: Los Cortijos)‏، هي إحدى بلديات مقاطعة سيوداد ريال إحدى مقاطعات إسبانيا، والتي تقع في منطقة قشتالة لا منتشا وسط إسبانيا.
يبلغ عدد سكانها 1.013 نسمة وفقاً لإحصائية سنة (2007).